# Дакел
Дакел или дакс (на немски: Dackel), наричан още Teckel и Dachshund, е порода домашно куче с изключително къси крака на фона на издълженото тяло, сравнително къса козина, най-често черна или кестенява, и клепнали уши.
Породата е създадена в Германия през Средновековието за борба с милионна напаст от язовци (der Dachs – язовец). Цел на селекцията е била създаването на куче, способно да влезе в дупката на язовеца и да се бие с него там. След решаването на проблема с продължилата твърде дълго свръхпопулация от язовци дакелите са се използвали за лов на лисици, язовци и зайци. В края на първата промишлена революция съществуването им като специализирана порода губи смисъл и те се превръщат в домашни кучета.
Те са изключително любвеобилни и са подходящи за отглеждане у дома.

Идеалното тегло и за двете разновидности е 4,5 кг. Трябва да се знае, че журитата не биха присъдили награда на куче, надвишаващо 5 кг. Дакелът бил отглеждан за лов на язовци и лисици. Съществуването му било известно още преди XVI век. Известно е също, че е получен от най-старото германско ловно куче-биберхунд (бибердакел). 
От десетилетия дакелът е познат в 3 големини – дакел, миниатюра и заешки, и в три типа на косъма: късокосмест, грубокосмест и дългокосмест.
Характеризира се с нисък ръст, издължено тяло и къси крайници (обикновено предните са късо поставени). Муцуната е сравнително дълга, с тъмна на цвят носна гъба. Очите са тъмни, средно големи. Ушите са доста дълги, висящи, меки и тънки. Опашката достига на дължина до лапите на задните крайници; обикновено се носи отпусната надолу. При дългокосместите косъмът е дълъг, прав, мек, лъскав, плътно покриващ ушите, шията, гърдите, задната страна на предните и задните крайници, като главата е покрита с къси косми. Окраската на космената покривка обикновено е червеникаво-кафеникавожълтеникава в различни оттенъци, но се среща и черна с кафяви петна над очите и по краката, петниста и тигрова (съчетание от сиво, черно и кафяво). Дакел и ротвайлер са единствените породи кучета, които имат под кожата си мъхеста кожа. Тази кожа пада през 7-ия месец и продължава почти 2 месеца. Кучето трябва всеки ден да се сресва с гребен. Дакелът не трябва да яде повече от 4 пъти дневно, защото започва да повръща. Коремът му се подува и не трябва да се движи 2 часа. Дакелът много се привързва към стопанина си. Той е много подходящо куче за отглеждане в апартамент или къща.

## Външен вид
- Тяло: Издължено и стройно. Завършва с къса опашка.
- Уши: Големи и дълги. Има добър слух.
- Муцуна: Дълга и тясна за да може да я пъха в дупките и да улавя животното живеещо в нея.
- Крака: Къси. Има много големи нокти, за да може да прави големи дупки.

## Здравословни проблеми
Дакелът е предразположен към тазобедрена дисплазия и стомашна дилатация и синдром на волвулус (превъртане на стомаха).